# Bontăieni, Maramureș
Bontăieni este un sat în comuna Șișești din județul Maramureș, Transilvania, România.

## Istoric
Prima atestare documentară: 1648 (Pusztatelek). 

## Etimologie
Etimologia numelui localității: din numele de grup bontăieni < n.fam. Bonte (< subst. bont „rebeliune” < ucr. bont „revoltă” < germ. Bunt „alianță, coaliție”) + suf. -eni. 

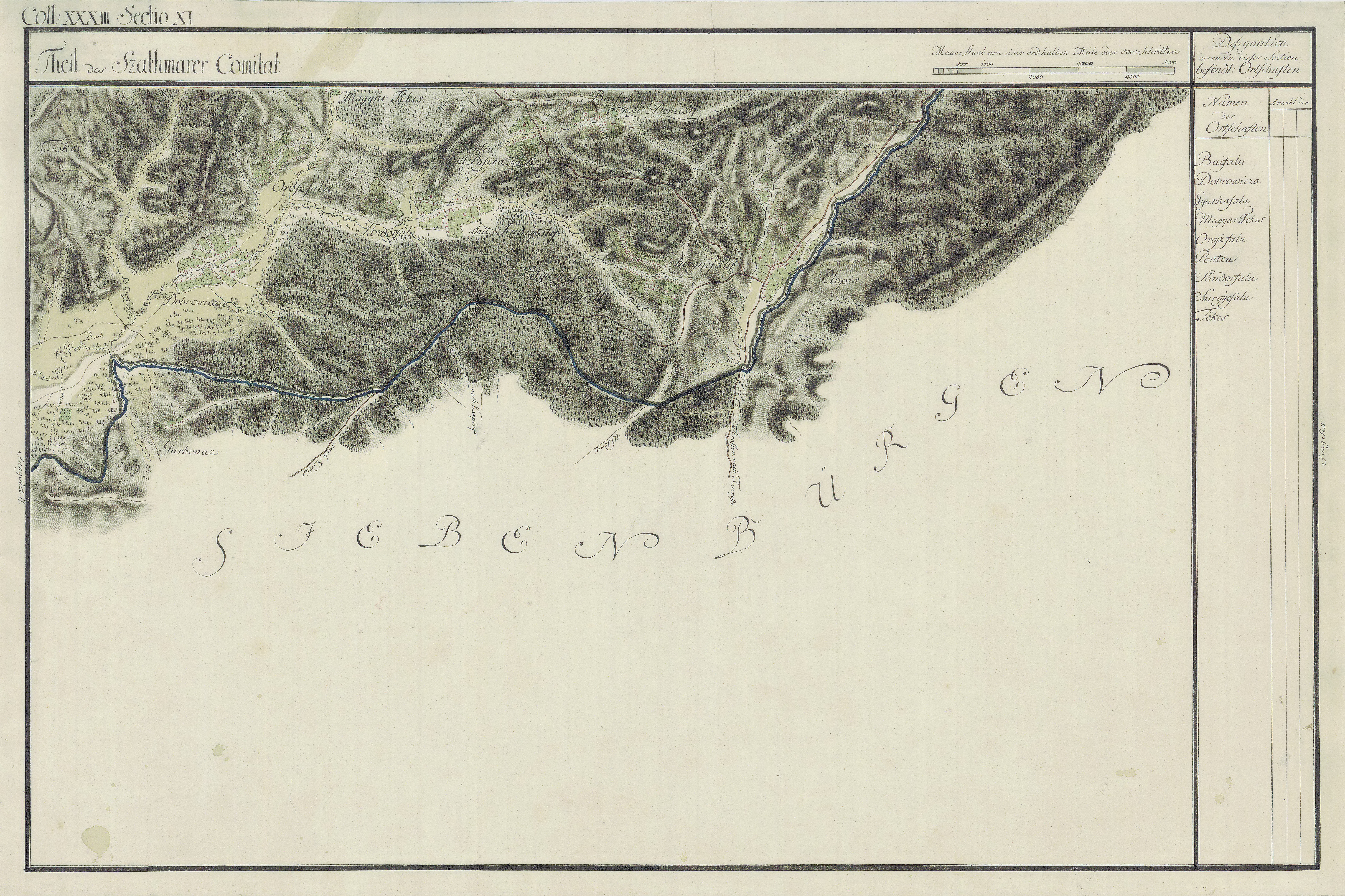
Bontăieni în Harta Iosefină a Comitatului Sătmar, 1782-85

## Demografie
La recensământul din 2021, populația era de 214 locuitori.